# زبان گرینلند غربی
گرینلند غربی(به انگلیسی: Wset Greenlandic) به همان زبان(Kalaallisut) همچنین به عنوان گرینلندی غربی(دانمارکی:vestgrønlandsk) شناخته می شود، زبان اصلی گرینلند است و زبان گرینلندی را تشکیل می دهد که توسط اکثریت قریب به اتفاق ساکنان گرینلند و همچنین هزاران گرینلند اینوئیت در دانمارک صحبت می شود (در مجموع تقریباً ۵۰ هزار نفر. از لحاظ تاریخی در بخش جنوب غربی گرینلند، یعنی منطقه اطراف شهر نوک صحبت می شد.
Tunumiisut و Inuktun دو زبان بومی دیگر گرینلند هستند که توسط اقلیت کوچکی از مردم صحبت می شود.  دانمارکی زبان مهمی در گرینلند است و در بسیاری از بخش‌های زندگی عمومی استفاده می‌شود و همچنین زبان اصلی دانمارکی‌ها در گرینلند است. یک زبان تجاری مختلط منقرض شده به نام پیجین گرینلند غربی بر پایه گرینلند غربی نیز بود.